# Escuela de Infantería (Argentina)
La Escuela de Infantería (Ec I) es una unidad de infantería del Ejército Argentino dependiente de la Dirección de Educación Operacional en Campo de Mayo. Fue creada en el año 1924 para constituir una unidad de adiestramiento militar. Su lema es "Rumbo a la gloria".

## Historia

### Inicios
El 6 de junio de 1923 fue disuelto el Batallón de Instrucción de la Escuela de Tiro, pasando el Regimiento 4 de Infantería de Línea, con asiento en la Guarnición Capital Federal, a constituir la infantería de la Escuela de Tiro. El 11 de octubre de 1924, el ministro de Guerra Agustín P. Justo creó la Escuela de Infantería con efectivos del Regimiento 4 de Infantería de Línea y de la Escuela de Tiro. Su sede se ubicó en la ciudad de Buenos Aires y su primer director fue el teniente coronel Bautista Molina.

### Cambios de asiento y organización
En 1937 el Regimiento 4 de Infantería fue separado de la Escuela de Infantería y puesto bajo dependencia de la 2.ª División de Ejército. El 1 de enero de 1941 la escuela fue trasladada al antiguo cuartel del Regimiento de Caballería 2. El 12 de enero de 1955 la escuela recibió la orden de instalarse en el cuartel del Regimiento de Infantería 13, en la guarnición de Córdoba, tomando el nombre de Escuela de Infantería (R 13). A fines de 1960 la unidad se vio sometida a una nueva modificación adoptando el nombre «Centro de Instrucción de Infantería». En septiembre de 1961 fue constituido el Regimiento de Infantería 32 Paracaidista con elementos de la escuela. 
Mantuvo la denominación «Centro de Instrucción de Infantería» hasta el 19 de enero de 1964, cuando recuperó su nombre anterior. En ese mismo año, se trasladó a las instalaciones que pertenecían a la Escuela de Tropas Aerotransportadas. El 13 de septiembre de 1966 comenzó su traslado a Campo de Mayo. En 1978 una subunidad de la Escuela de Infantería fue desplegada a la Patagonia durante la movilización por el Conflicto del Beagle. El 10 de marzo de 1979 la Escuela de Infantería recibió el nombre «Tte. Grl. Pedro E. Aramburu».

### La guerra de las Malvinas
Luego del 2 de abril de 1982 Argentina entró en guerra contra el Reino Unido por la posesión de las islas Malvinas, Georgias del Sur y Sandwich del Sur, desplegándose oficiales y suboficiales de la Escuela de Infantería en las islas Malvinas. La Escuela de Infantería, dirigida por el coronel Federico Minucci, sirvió de base para los comandos de la Fuerza Ejército. El mismo 2 de abril el Estado Mayor General del Ejército (EMGE) creó la Compañía de Comandos 601 sobre la base del Equipo Especial «Halcón 8», comandado por el mayor Mario Castagneto. Luego, el EMGE activó la Compañía de Comandos 602 el 21 de mayo de 1982, a instancias del mayor Aldo Rico.

### De la posguerra al presente
En la segunda mitad de la década de 1980, la Escuela de Infantería fue epicentro de sublevaciones militares denominadas «carapintadas». La primera fue ejecutada en 1987 bajo el mando del teniente coronel Aldo Rico.
En marzo de 1992 la escuela mudó su base de paz a la Guarnición de Ejército «Monte Caseros», en donde se unió al Regimiento de Infantería Mecanizado 4, que pasó a ser Regimiento de Infantería Mecanizado 4-Escuela dentro de la Brigada III-Escuela.
En febrero de 2003 la Escuela de Infantería fue separada del RI Mec 4 y regresó a Campo de Mayo, en donde se integró a la Escuela de las Armas. Al disolverse la Escuela de las Armas en 2018, pasó a depender de la Dirección de Educación Operacional, a su vez dependiente de la Dirección General de Educación.